# Гай Азиний Лепид Претекстат
Гай Азиний Лепид Претекстат (на латински: Gaius Asinius Lepidus Praetextatus) е политик и сенатор на Римската империя през 3 век.
Произлиза от фамилията Азинии. Баща му Азиний Лепид e суфектконсул и проконсул на Кападокия през 222 до 226 г.
През 242 г. Претекстат е консул заедно с Гай Ветий Грат Атик Сабиниан.